# Гидроуровень

Гидроу́ровень (от др.-греч. hydros — вода) — приспособление для оценки взаимного расположения удаленных предметов относительно выбранной горизонтальной плоскости. Простейшим гидроуровнем является гибкая прозрачная трубка (шланг) с открытыми концами, частично заполненная водой или иной жидкостью. Для правильной работы гидроуровня важно, чтобы ниже референсного уровня в трубке не было воздушных пузырей, нарушающих связность заполнения трубки.
Действие гидроуровня основано на законе сообщающихся сосудов Паскаля (см. статью Закон Паскаля).
В строительстве гидроуровень используют для разметки стен под полки, в процессе монтажа стяжки или выравнивания пола, при установке натяжного потолка, оклеивании стен обоями и других работах. Конструкция его довольно примитивна, что научиться  правильно пользоваться гидроуровнем под силу каждому.